# Parc de Quarry Bay
Le parc de Quarry Bay (鰂魚涌公園, Quarry Bay Park) est un parc public situé dans le quartier de Quarry Bay (en) à Eastern. D'une superficie de 9,79 hectares, il se situe entre le front de mer et les immeubles de la résidence Taikoo Shing (en). L'étendue totale prévue du parc est d'environ 15 hectares et certains sites doivent encore être développés. Il est administré par le département des loisirs et des services culturels du gouvernement de Hong Kong.

## Histoire
Le projet du parc de Quarry Bay est initié par l'ancien conseil urbain dans les années 1980 sur des terre-pleins, de concert avec le développement des infrastructures majeures dans la région, comme de l'Island Eastern Corridor (en) et du portail du Eastern Harbour Crossing. Le parc est divisé par cette infrastructure routière en plusieurs sites disparates.
La première phase du parc, qui ouvre au public le 17 juin 1994, couvre environ 9,79 hectares.
En 2009, quatre travailleurs du parc sont condamnés à une amende pour conspiration de fraude (en). Un assistant principal aux équipements et trois de ses subordonnés avaient déposé de nombreuses demandes de financement auprès du département des services d'architecture pour des petites réparations inexistantes. Ces petites sommes sont en fait utilisées pour installer les toilettes du personnel dans le bureau du parc.
Les deuxième et troisième phases prévues du parc seront situées à côté de Hoi Chak Street (海澤街) à Quarry Bay selon les plans présentés en 2010. Cependant, en raison du terrain alors occupé par une fourrière de véhicules de police et un centre d'examen ainsi qu'un dépôt de véhicules temporaire du département de l'hygiène alimentaire et environnementale (en) ainsi qu'un espace de travail temporaire du département de l'approvisionnement en eau (en), les plans d'expansion sont suspendus. En 2012, la police de Hong Kong et le département de l'hygiène alimentaire et environnementale sont relocalisés définitivement à Chai Wan (en). Cependant, le département de l'approvisionnement en eau demande que le comité du district d'Eastern prolonge leur bail de trois ans supplémentaires. Le conseil se demande si le département avait pris le problème au sérieux. Cela bloque les projets d'expansion tandis que le conseil continue de s'opposer à la demande. Un porte-parole du département déclare aux médias locaux que les travaux temporaires de 4 000 m2 ont été confiés à un entrepreneur pour l'entreposage du matériel en cas d'urgence comme des ruptures de réseau. Le département des terrains (en) offre au département de l'approvisionnement en eau un site temporaire de 2000 m² à Chai Wan, mais des terres alternatives sont nécessaires en raison des exigences de taille. Le département des terrains n'est pas en mesure de trouver un autre site approprié sur l'île de Hong Kong car la majeure partie de la zone est développée ou réservée pour une utilisation future. Pour soutenir le département d'approvisionnement en eau, une prolongation du bail est conclue.

## Galerie d'exposition du bateau-pompeAlexander Grantham
Le 10 mars 2006, un bateau-pompe à la retraite est mise à sec avec succès dans le hall central du parc et converti en « galerie d'exposition Alexander Grantham » qui est ouverte au public comme musée en 2007.
La galerie présente un certain nombre d'objets uniques de lutte contre les incendies, qui offrent une mine d'informations sous forme multimédia pour améliorer la compréhension des visiteurs du travail de sauvetage en mer à Hong Kong. Il ferme tous les mardis (sauf les jours fériés) et les premier et deuxième jours du Nouvel An chinois. L'entrée est gratuite.

## Galerie

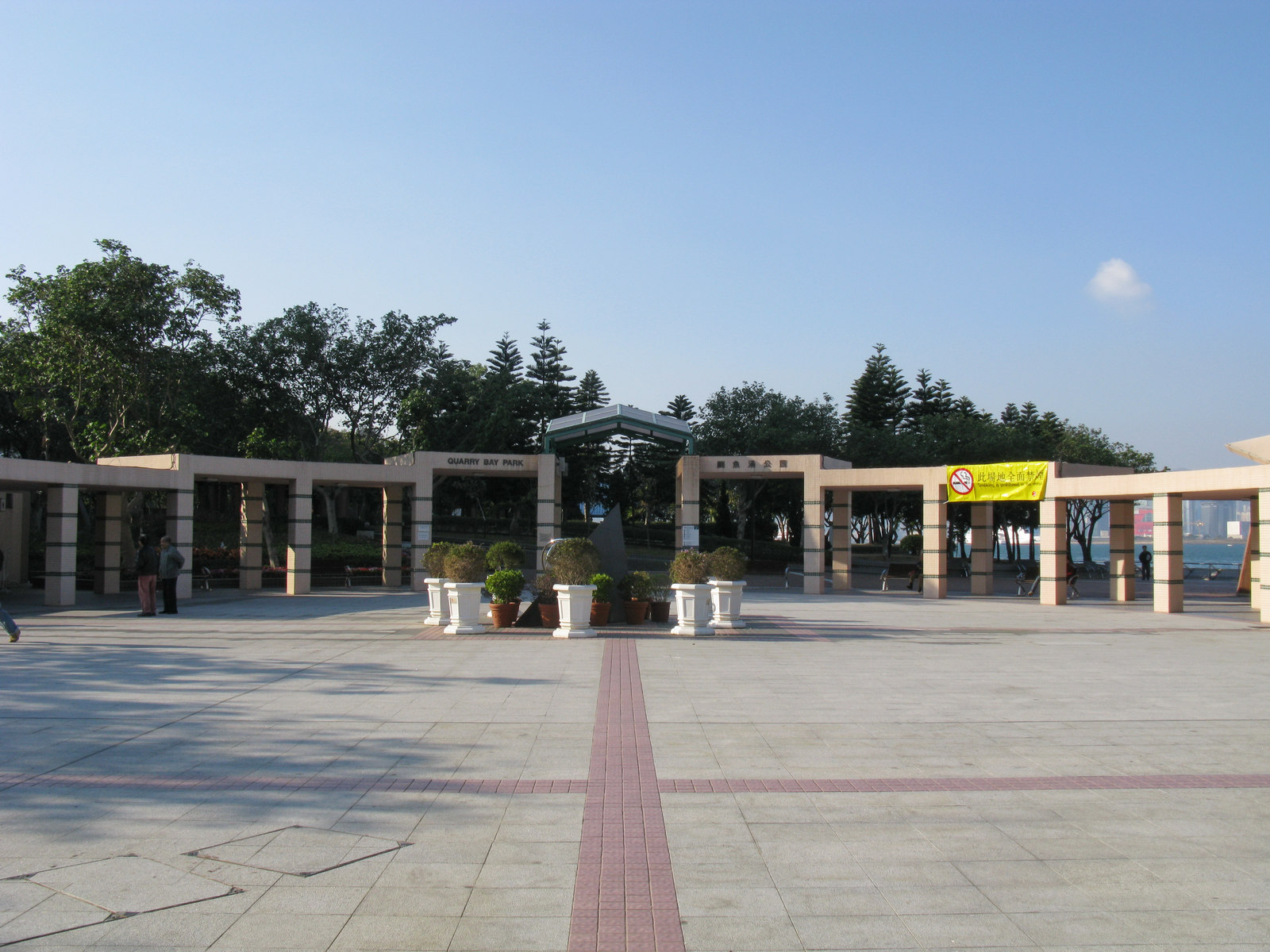
Phase 1 du parc.
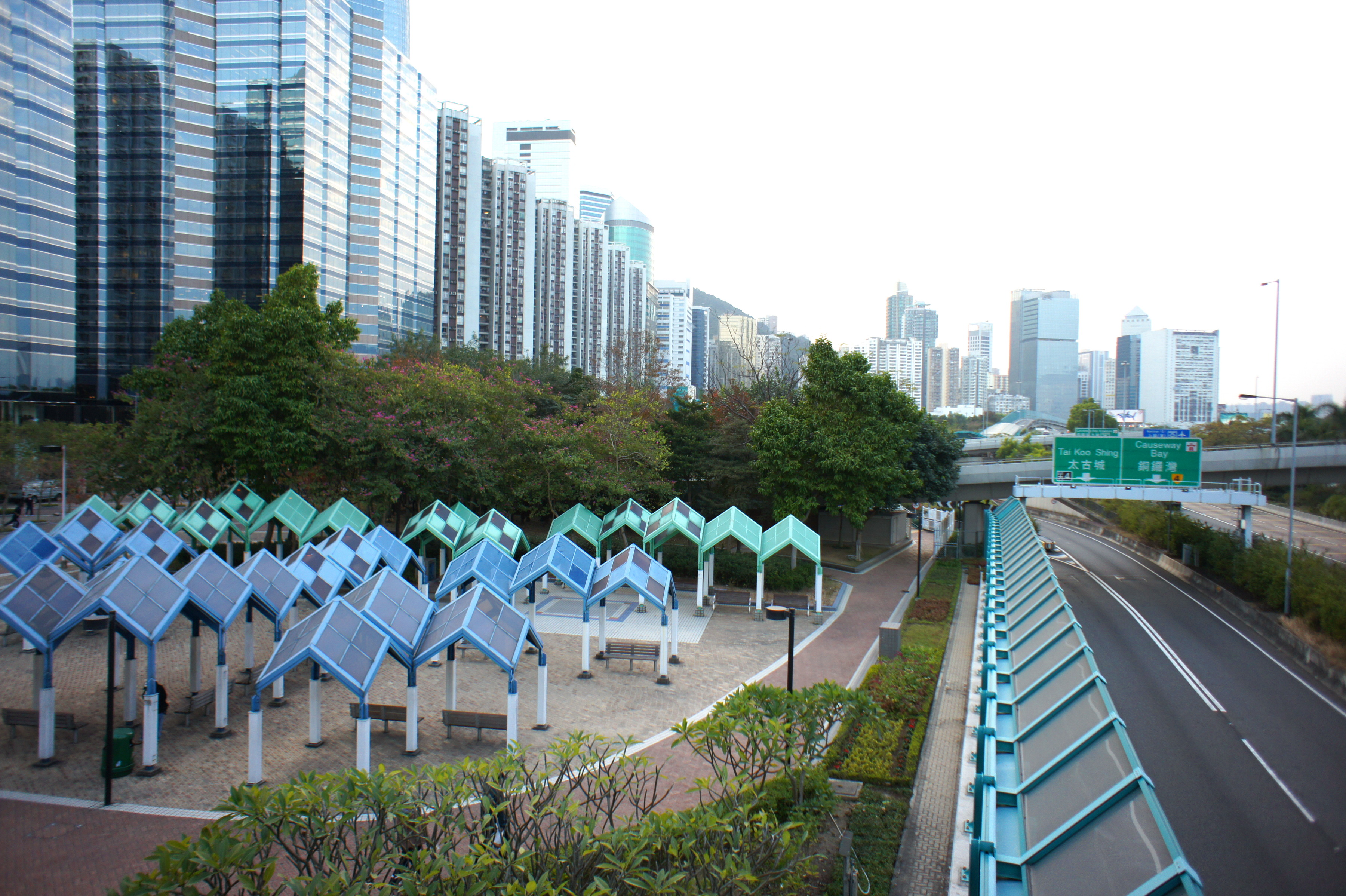
Phase 1 du parc entre les immeubles Taikoo Shing (en) à gauche et l'Island Eastern Corridor (en) à droite.
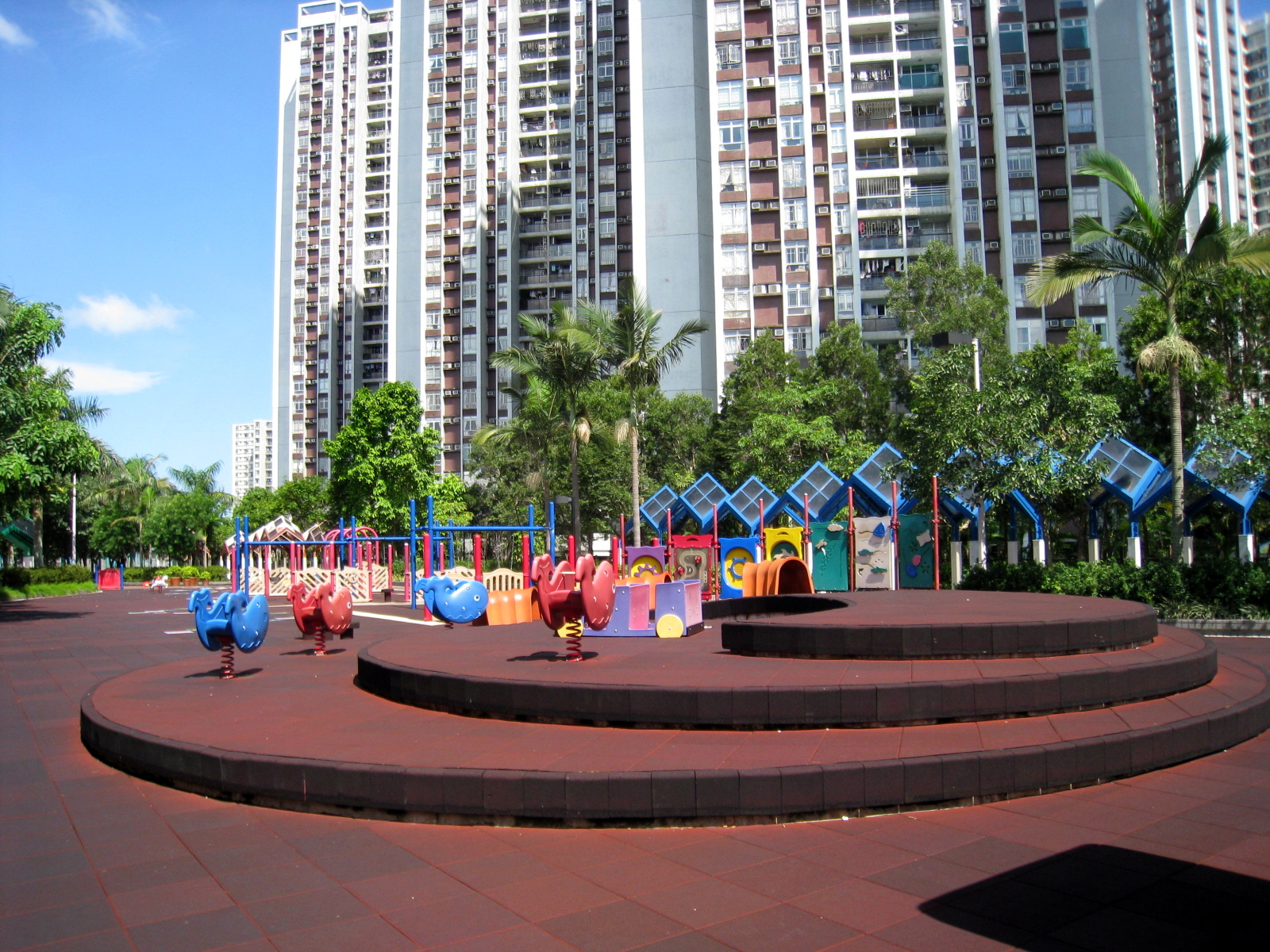
Une aire de jeux à l'intérieur du parc.
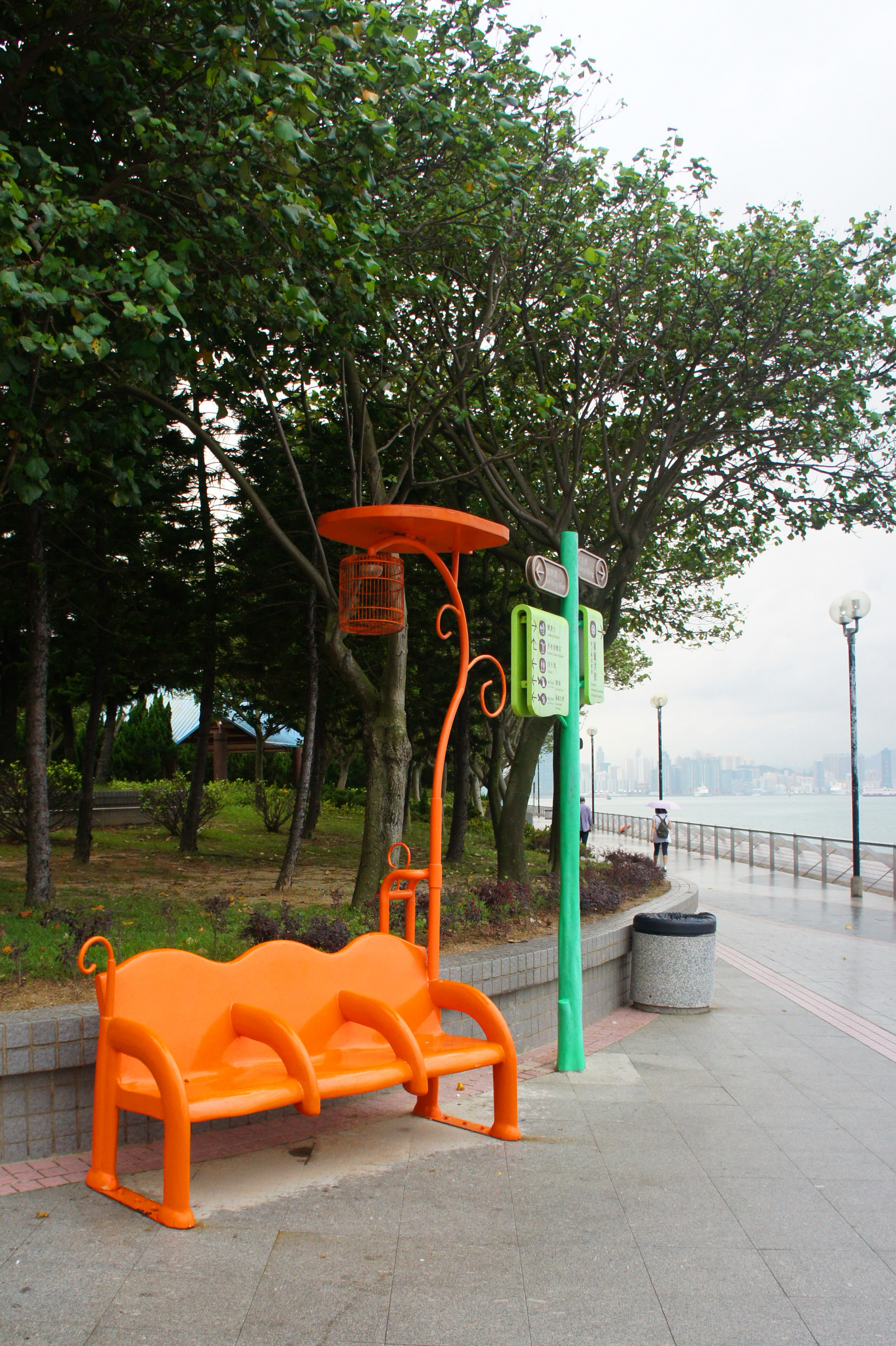
Une banc fantaisiste.
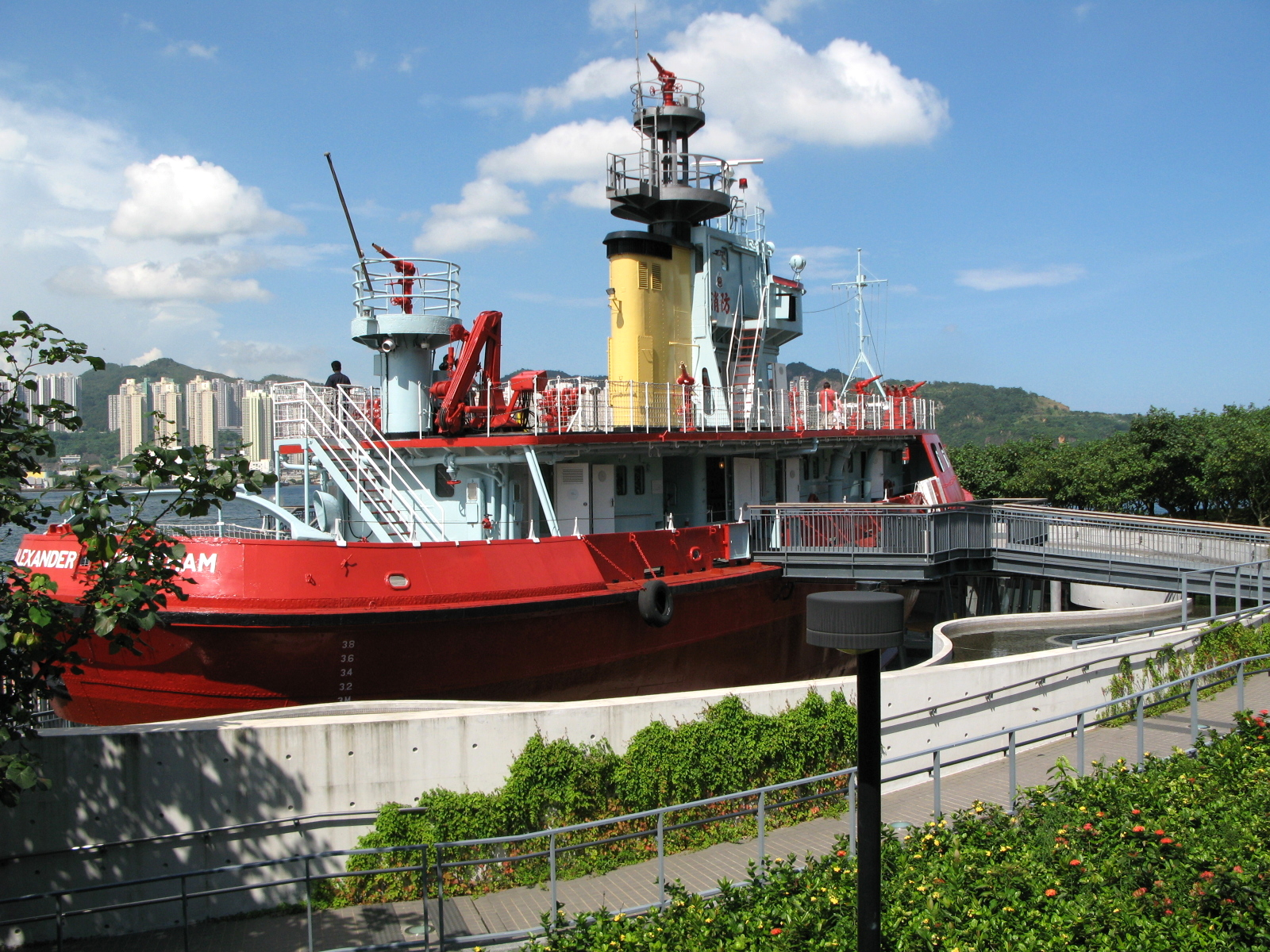
Galerie d'exposition du bateau-pompe Alexander Grantham.